# Fluwastatyna
Fluwastatyna (łac. Fluvastatinum) – lek hipolipemizujący należący do grupy statyn, wybiórczy inhibitor reduktazy 3-hydroksy-3-metylo-glutarylo-koenzymu A (reduktazy HMG-CoA). Nazwy handlowe preparatów fluwastatyny to Lescol i Canef. Wykazano, że fluwastatyna wykazuje działanie przeciwwirusowe wobec HCV.